# Люсіль Бремер
Люсіль Бремер (англ. Lucille Bremer; нар. 21 лютого 1917 — пом. 16 квітня 1996) — американська акторка, танцюристка і музикантка.

## Біографія
Люсіль Бремер народилася 21 лютого 1917 року в містечку Амстердам у штаті Нью-Йорк. Родина переїхала до Філадельфії, коли Люсіль була ще маленькою. У 7 років вона почала брати уроки балету і швидко набралася майстерності. Ще до підліткового віку багатообіцяюча танцюристка була прийнята до Філадельфійської оперної трупи. У 16 років почала працювати на радіо. Стала однією з дівчат The Rockettes і гастролювала з ними всією Європою. У 1940 році вперше з'явилась на Бродвеї. Брала участь у комедійній музичній виставі «Panama Hattie».
Продюсер Metro-Goldwyn-Mayer Артур Фрід випадково побачив танцюючу Бремер у шоу-виставі серед публіки в ресторані Версаль і запросив її на кінопроби. Директор студії Луїс Маєр був вражений. Окрім вміння танцювати, Бремер продемонструвала й талант драматичної акторки. Вони підписали контракт, і 1944 року вона дебютувала на екрані.

### Кінокар'єра
Кінокар'єру Люсіль Бремер почала з фільму «Зустрінь мене у Сент-Луїсі», граючи одну із доньок підприємця Алонсо Сміта, який вирішує переїхати із Сент-Луїса до Нью-Йорка. Її екранними сестрами стали Джуді Гарленд, Маргарет О'Браєн та Джоан Керролл. Хоча сюжет і зосереджений в цілому на героїні Гарланд, грі Бремер давали високу оцінку. MGM відразу затвердило її на роль у наступній стрічці. Нею став мюзикл «Йоланта і крадій», в якому Бремер стала партнеркою Фреда Астера. Танцювальні номери вийшли чудовими і до майстерності акторів претензій бути не могло, та сюжетна лінія виявилася надто бурхливою, «дорослою» та фрейдистською. У жорсткий час воєнних років аудиторії було притаманне бажання піти від реальності до світу ілюзій, тож на касі дорога стрічка провалилася. Після цього студія не довіряла Бремер головних ролей у мюзиклах.
Наступного року акторка була задіяна у зйомках двох мюзиклів «Зіґфельдові божевілля» та «Поки пливуть хмари». Обидва фільми були біографічними. Перший повертав до часів шумливих вистав бродвейського імпресаріо Флоренца Зіґфельда, другий був життєписом відомого композитора Джерома Керна. У «Зіґфельдових божевіллях» Бремер знову танцювала у парі із Фредом Астером.
Згодом студія втратила бажання займатися подальшим просуванням Бремер. Її останньою стрічкою для MGM став детектив «Темна омана» у 1947 році.
Без великого розголосу вийшли три її стрічки 1948 року. У фільмі «Пригоди Казанови» головну роль зіграв Артуро Де Кордова. Люсіль Бремер перевтілилася на леді Бьянку, доньку губернатора, закохану у одного з патріотів, повсталих проти режиму її батька. Казанова, родичів якого було вбито, допомагає дівчині. Повстанці перемагають і настає гепі-енд.
У фільмі-нуар «Безжальний» грає дружину акули бізнесу Бака Менсфілда, яку спокусив заради прибутку жадібний герой Захарі Скотта. Драма «За зачиненими дверима» про те, як журналістка Кеті Лоуренс (Бремер) пропонує приватному детективу Россу Стюарту (Річард Карлсон) разом піти на пошуки злочинного судді, який ховається від правосуддя. Той спочатку відкидає таку ідею, та згодом погоджується. Після успішного розкриття справи молоді люди залишаються в обіймах одне одного.
Маючи об'єктивний погляд на подальший розвиток кар'єри, Бремер вирішила сконцентруватися на особистому житті і пішла з кінематографу.

### Подальше життя
На зйомках картини «Пригоди Казанови», які частково проходили в Мексиці, Люсіль Бремер познайомилася із сином виконуючого обов'язки президента Абелярдо Луїсом Родрігесом. У липні 1948 вони побралися і прожили разом 15 років. У шлюбі Бремер народила четверо дітей: синів Ніколаса і Торре та доньок Карен та Крістіну.
Після розлучення переїхала до Ла-Хойї у Каліфорнію, де стала власницею крамниці дитячого одягу. В останні роки життя багато подорожувала.
Померла Люсіль Бремер 16 квітня 1996 року у шпиталі Ла-Хойї від серцевого нападу у віці 79 років.

## Фільмографія
1. 1944: «Зустрінь мене у Сент-Луїсі» / Meet Me in St. Louis — Роуз Сміт
2. 1945: «Йоланта і крадій» / Yolanda and the Thief — Йоланта
3. 1946: «Зіґфельдові божевілля» / Ziegfeld Follies — Мой Лінґ
4. 1946: «Поки пливуть хмари» / Till the Clouds Roll By — Саллі Хесслер
5. 1947: «Темна омана» / Dark Delusion — Синтія Грейс
6. 1948: «Пригоди Казанови» / Adventures of Casanova — леді Бьянка
7. 1948: «Безжальний» / Ruthless — Кріста Менсфілд
8. 1948: «За зачиненими дверима» / Behind Locked Doors — Кеті Лоуренс